# Mănăstirea Rohia

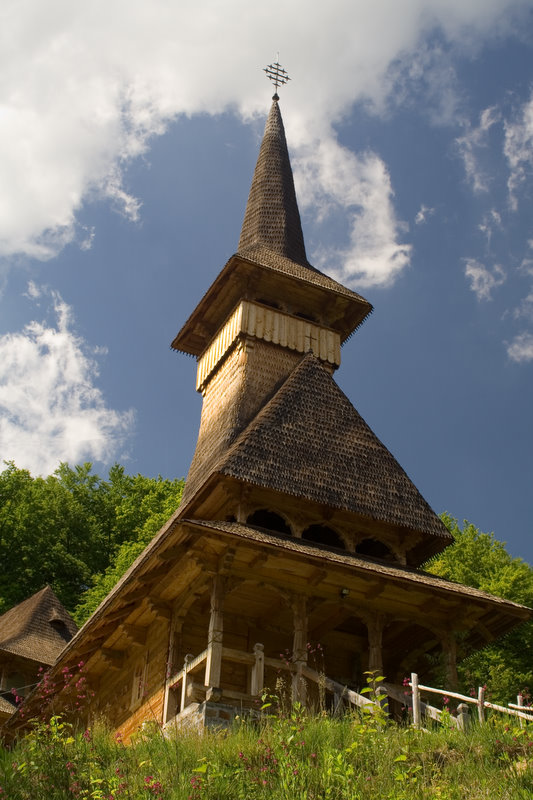
Mănăstirea "Sfânta Ana" Rohia, jud. Maramureș, biserică de lemn.

Mănăstirea Sfânta Ana - Rohia, este un lăcaș de cult ortodox, din jud. Maramureș. Aceasta se află sub oblăduirea canonică a Episcopiei Maramureșului și Sătmarului. Este situată în „Țara Lăpușului”, în partea de sud a județului Maramureș, la o distanță de cca. 50 km de orașul Baia Mare și 43 km de orașul Dej.

## Istoric
Mănăstirea Sfânta Ana-Rohia a luat ființă în anul 1923. Ctitorul ei este Nicolae Gherman, din satul de la poalele „Dealului viei”, deal pe care se găsește astăzi mănăstirea. Preotul ctitor a zidit mănăstirea în numele fiicei sale, Anuța, care a murit la vârsta de 10 ani. Astfel, în 1923, Nicolae Gherman a construit o bisericuță din piatră și cărămidă, care avea dimensiunile: 17,80 m lungime, 5,70 m lățime, 13 m înălțime și o casă monahală. În 1926, mănăstirea a fost sfințită de către episcopul Nicolae Ivan al Clujului în prezența a peste 1000 de credincioși, luând naștere „primul așezământ de acest fel” în Ardealul alipit. Lăcașul a rămas la stadiul de schit din cauza accesului greu în deal.
Din 1965-1970, când s-a introdus curentul electric, s-au construit: „Casa de stejar”(1965), „Casa stăreției”(1969-1970), „Casa cu paraclis”(1973-1976) - în care se găsește și biblioteca, una dintre cele mai mari comori din zonă a cărui ctitor este P.S. Justinian, „Casa Poetului”(1978-1980), „Altarul de vară”(1983), „Poarta maramureșeană”(1988), „Casa Albă”(1989-1992), „Muzeul”. 
După 1990 obștea mănăstirii condusă de tânărul stareț Justin Hodea ajunge la peste 25 de viețuitori, motiv pentru care se dorește construirea unei biserici mult mai mare. În 1996, vechea bisericuță este demolată, iar pe locul ei se construiește o nouă biserică.
La Mănăstirea Rohia se află mormântul episcopului Iustinian Chira (1921 - 2016).

## Arhitectura
Arhitectul noii construcții este Dorel Cordoș, iar inginerii de rezistență Alexandru și Gelu Zaharia. Elementele definitorii ale noii construcții sunt: biserica chivot este sub formă de cruce, cu pridvor brâncovenesc în față și un singur turn cupolă ce conține elemente moldovenești. Are o înălțime de 48 m la bază și o lungime de 22 m, iar la subsol se găsește paraclisul catacombă.
În 2001, se construiește o poartă de intrare la sat și se ridică o biserică și o casă din lemn.

## Galerie

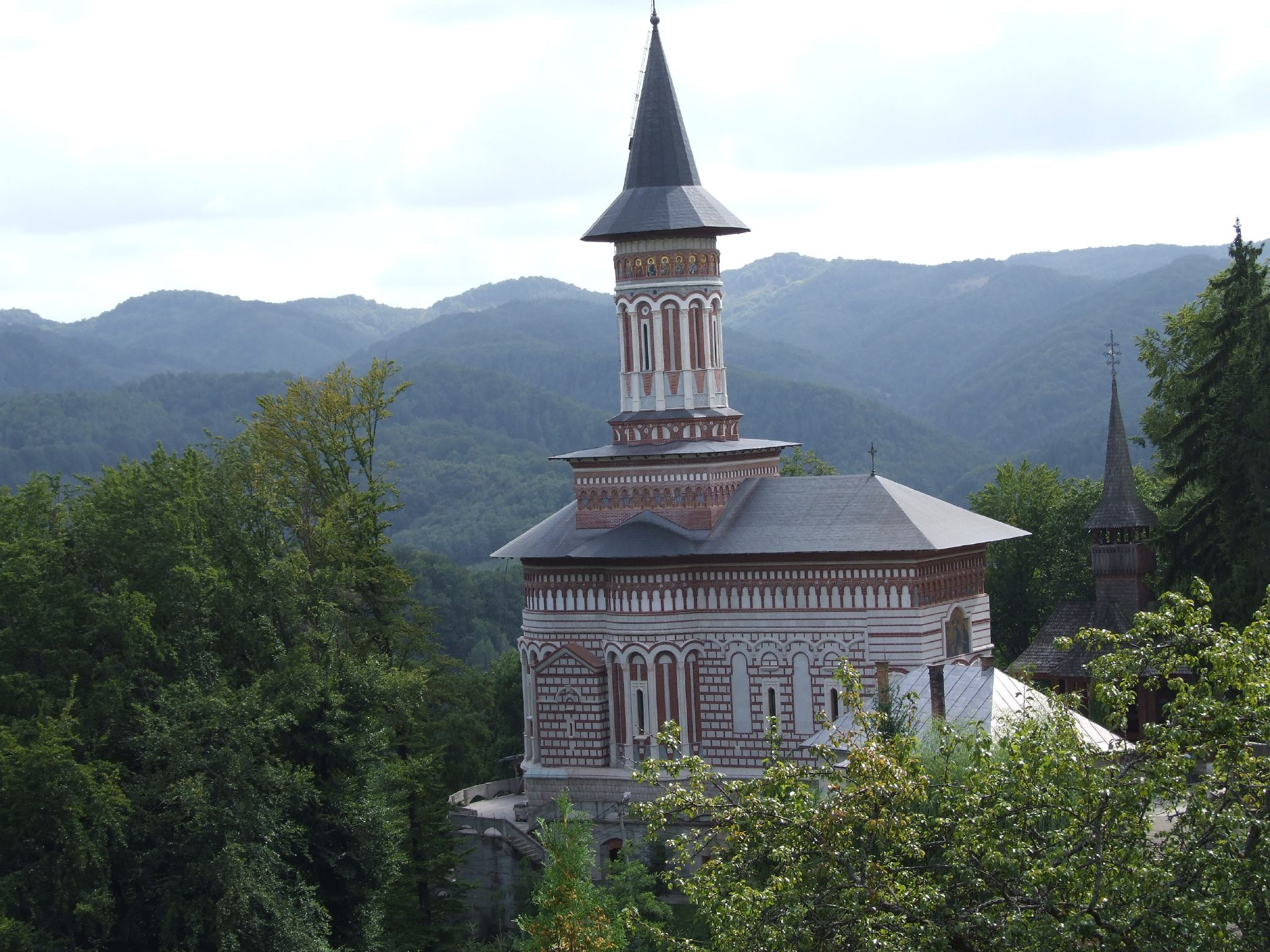
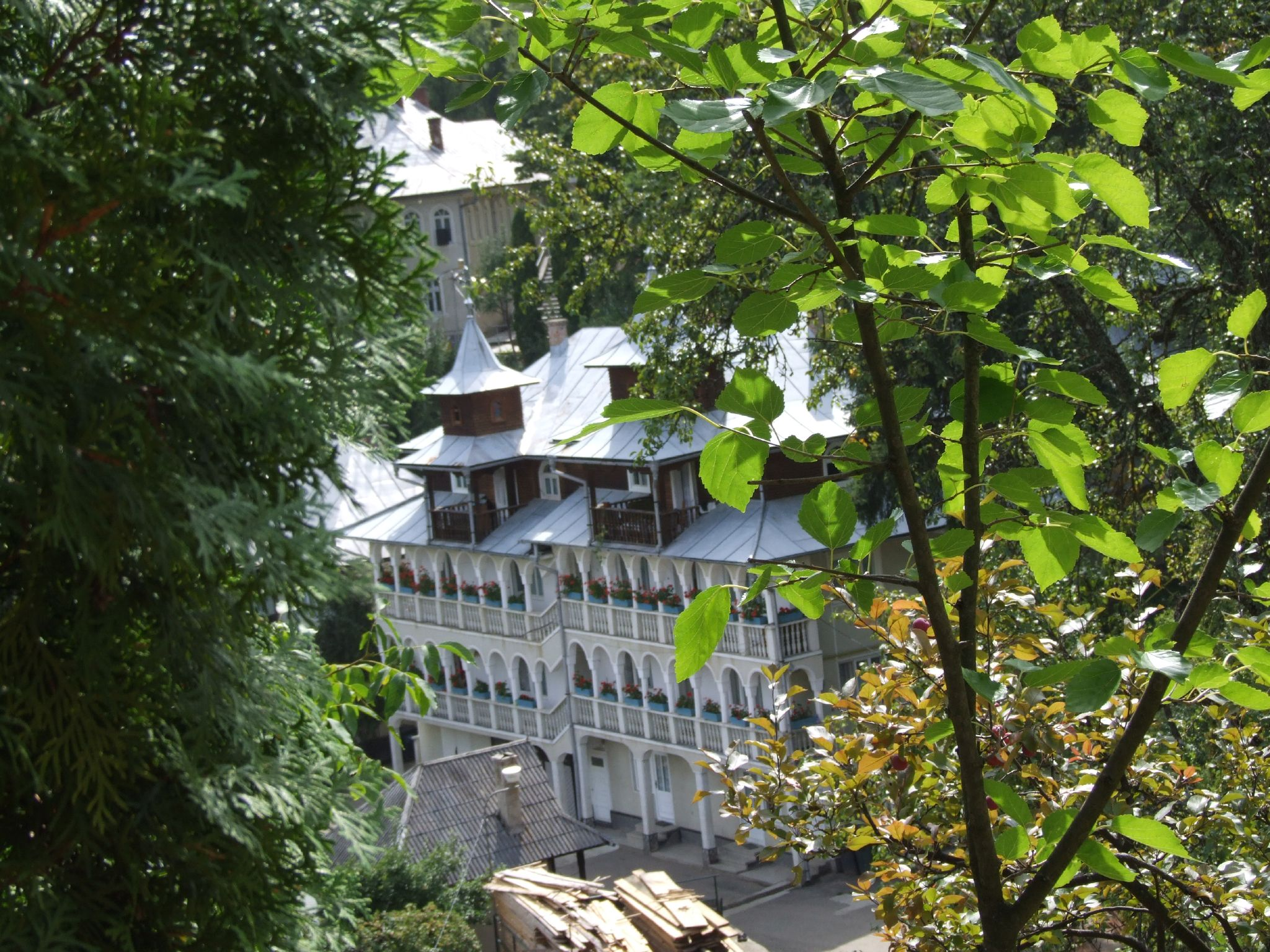
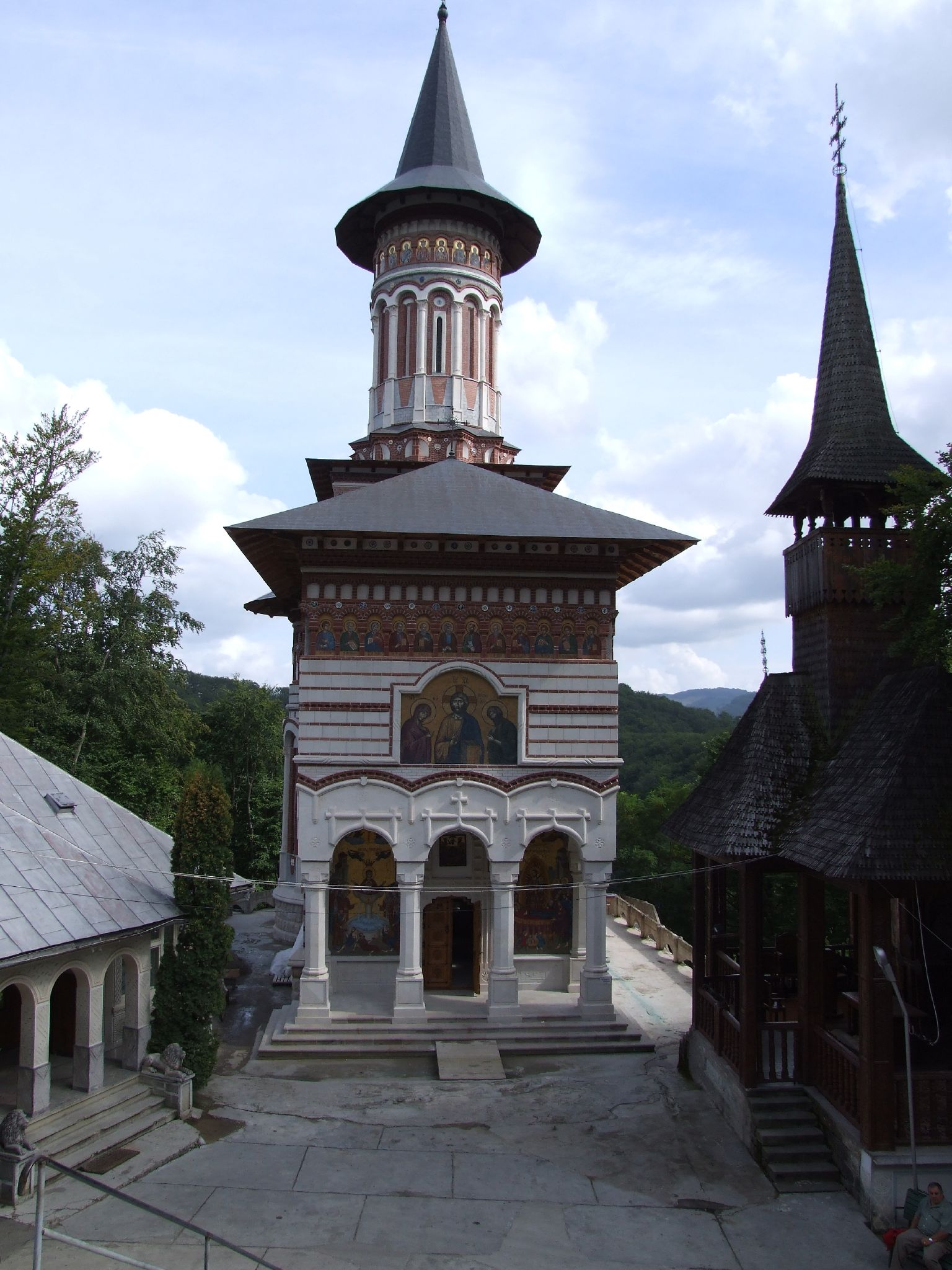